# Winning Your Wings
Winning Your Wings ist ein US-amerikanischer Dokumentarfilm aus dem Jahr 1942.

## Handlung
Ein Flugzeug landet auf einer Landebahn, der Pilot steigt aus seiner Maschine und geht in Richtung Kamera. Es ist der USAAF-Lieutenant James Stewart. Stewart beantwortet Fragen von jungen Männern verschiedener sozialer Schichten. Er versichert, dass jeder der Luftwaffe beitreten könne und dabei arbeitsrechtlich, schulisch und familiär abgesichert sei.
Im Anschluss wird der Vorgang der Musterung gezeigt, gefolgt vom Rekrutentraining und Flugausbildung.

## Auszeichnungen
1943 wurde der Film in der Kategorie Bester Dokumentarfilm für den Oscar nominiert.

## Hintergrund
Der Propagandafilm wurde von Warner Bros. in Zusammenarbeit mit der United States Army Air Forces produziert. Die Uraufführung fand am 28. Mai 1942 statt.
Leah Baird, Don DeFore und Dolores Moran treten im Film in kleinen Nebenrollen auf.
Der Film ist heute public domain und kann im Internet angeschaut werden.